# つるぺた★はにゃぁん
『つるぺた★はにゃぁん』は、2005年9月16日にビジュアルアーツ所属ブランドの萌。より発売されたアダルトゲームである。

## 概要
萌。の第2作にあたる。作品タイトルにつるぺたが含まれているが、攻略対象キャラクターには一部つるぺたとは言えないキャラクターも存在する。
なお、主題歌の「ちっちゃなおっぱい★夢いっぱい♪は、同社他作品『いもうとブルマ』や『ふたなり♪ミルクセーぇキ』などの主題歌も歌っている萌娘。（児玉さとみ、金田まひる、東風たまこによるユニット）によるものであり、萌え電波ソングとしても知られる。この曲は、左記の2作品の主題歌と合わせて「萌。ボーカルコレクションVOL.1」にも収録されている。

## あらすじ
父からは双子を任され、父の経営する秋之瀬グループ企業である派遣会社からはメイドとアンドロイドが届けられることとなり、それまでとは打って変わって賑やかな、そしてエッチな生活を送ることになる。

## 登場人物
秋之瀬 総侍（あきのせ そうじ）
主人公。父親は大富豪である秋之瀬グループのトップ。医大卒業後、父の経営する病院、学校医、保険医を兼任している。
高天原 りりか
声：金田まひる
元は魔法世界クラリスの住人。人間界では、魔法少女を目指して魔女見習いをしている。えりかとは双子で、姉にあたる。元気いっぱいの女の子。運動が得意で、家事全般は苦手。主人公のことを「お兄ちゃん」と呼ぶ。
高天原 えりか
声：岩泉まい
元は魔法世界クラリスの住人。人間界では、可愛いお嫁さんを目指す傍ら、りりかの夢（魔法少女）を手伝っている。えりかとは双子で、妹にあたる。体が弱く、時々倒れてしまう。家事全般が得意で、運動は苦手。主人公のことを「お兄様」と呼ぶ。
ありす
声：金田まひる
秋之瀬グループで製造された試作型アンドロイド。テストデータ収集のために主人公の元に送られることとなった。喜怒哀楽を持ち、忘却の力も兼ね備えた、およそアンドロイドらしからぬ能力を持つ。主人公のことを「にいに」と呼ぶ。
メル（メルフィ・マーリン）
声：成瀬未亜
主人公のメイド、そしてありすのメンテナンス担当の役を担っている。アメリカ人とドイツ人のハーフで、やや言葉が怪しいところも。主人公のことを「ご主人様」と呼ぶ。

## ゲームシステム
MAP移動システムで行動を選択するタイプの一般的なアドベンチャーとなっている。ゲーム期間は9月1日からの1ヵ月で、MAP移動は、昼、夕方、夜の1日3回。「いつでもまる見え★彡コスプレ・ナビゲーションシステム」を搭載しており、MAPでの移動先選択中、MAP上に登場するキャラクターアイコン上にマウスカーソルを合わせることにより、そのキャラクターの現在状態が表示されるようになっている。表示される内容は以下の通りである。
きろくちょう
現在のコスプレ状況と、その各衣装での「Hレベル段階アップシステム」（後述）におけるレベルを表示する。
パラメータ
現在のキャラクタパラメータとして「かんじやすさ」「おしゃぶり」「はずかしさ」「せっくす」を表示する。
また、同社の定番システムである「Hレベル段階アップシステム」も搭載している。これは同じシチュエーション（本作では同じ衣装）でのエッチを繰り返すことで、パラメータ上昇と連動してエッチ内容が3段階に変わるというものである。前述の「いつでもまる見え★彡コスプレ・ナビゲーションシステム」内で現在のレベルが表示される。
ゲーム中の文章には一部伏字が登場するが、それらの伏字は読み上げの際に「にゃん」という音で伏せられる。

## スタッフ
- シナリオ : 村雨龍綺
- 原画 : なぎさわゆう
- 音楽 : Manack

## 主題歌
- 主題歌「ちっちゃなおっぱい★夢いっぱい♪」

作詞：村雨龍綺 / 作曲・編曲：Manack / 歌：萌娘。（コーラス参加：鳴海エリカ）
- エンディングテーマ「追憶の波音」

作詞：村雨龍綺 / 作曲・編曲：Manack / 歌：萌娘。

## 関連商品
- 萌。ボーカルコレクションVOL.1（2005年12月14日）
  - 主題歌「ちっちゃなおっぱい★夢いっぱい♪」、エンディングテーマ「追憶の波音」に収録されている。

### ユニットメンバー
1. 1 2 3  金田まひる、児玉さとみ、東風たまこ